# The Things I Notice Now
The Things I Notice Now är den amerikanske trubaduren Tom Paxtons sjätte studioalbum, utgivet 1969. Albumet är producerat av Peter K. Siegel och gavs ut på skivbolaget Elektra Records.
Den över femton minuter långa "Iron Man" är den längsta sången Paxton spelat in.
Fred Åkerström skrev en svensk text till "I Give You the Morning" och spelade in den som "Jag ger dig min morgon" i albumet Två Tungor (1972).
Albumet nådde Billboard-listans 155:e plats.

## Låtlista
Samtliga låtar skrivna av Tom Paxton
1. "Bishop Cody's Last Request"
2. "Wish I Had a Troubadour"
3. "About the Children"
4. "I Give You the Morning"
5. "Things I Notice Now"
6. "Iron Man"
7. "All Night Long"